# Onthophagus purpurascens
Onthophagus purpurascens är en skalbaggsart som beskrevs av Antoine Boucomont 1914. Onthophagus purpurascens ingår i släktet Onthophagus och familjen bladhorningar. Inga underarter finns listade i Catalogue of Life.